# Sarcicourt
Sarcicourt est une ancienne commune française du département de la Haute-Marne en région Grand Est. Elle est associée à la commune de Jonchery depuis 1973.

## Géographie

### Localisation
Sarcicourt se situe dans le département de la Haute-Marne dans la région Grand Est. À vol d'oiseau elle se situe à 3km de Jonchery et à 7,60km  au nord-ouest de Chaumont, préfecture du département.

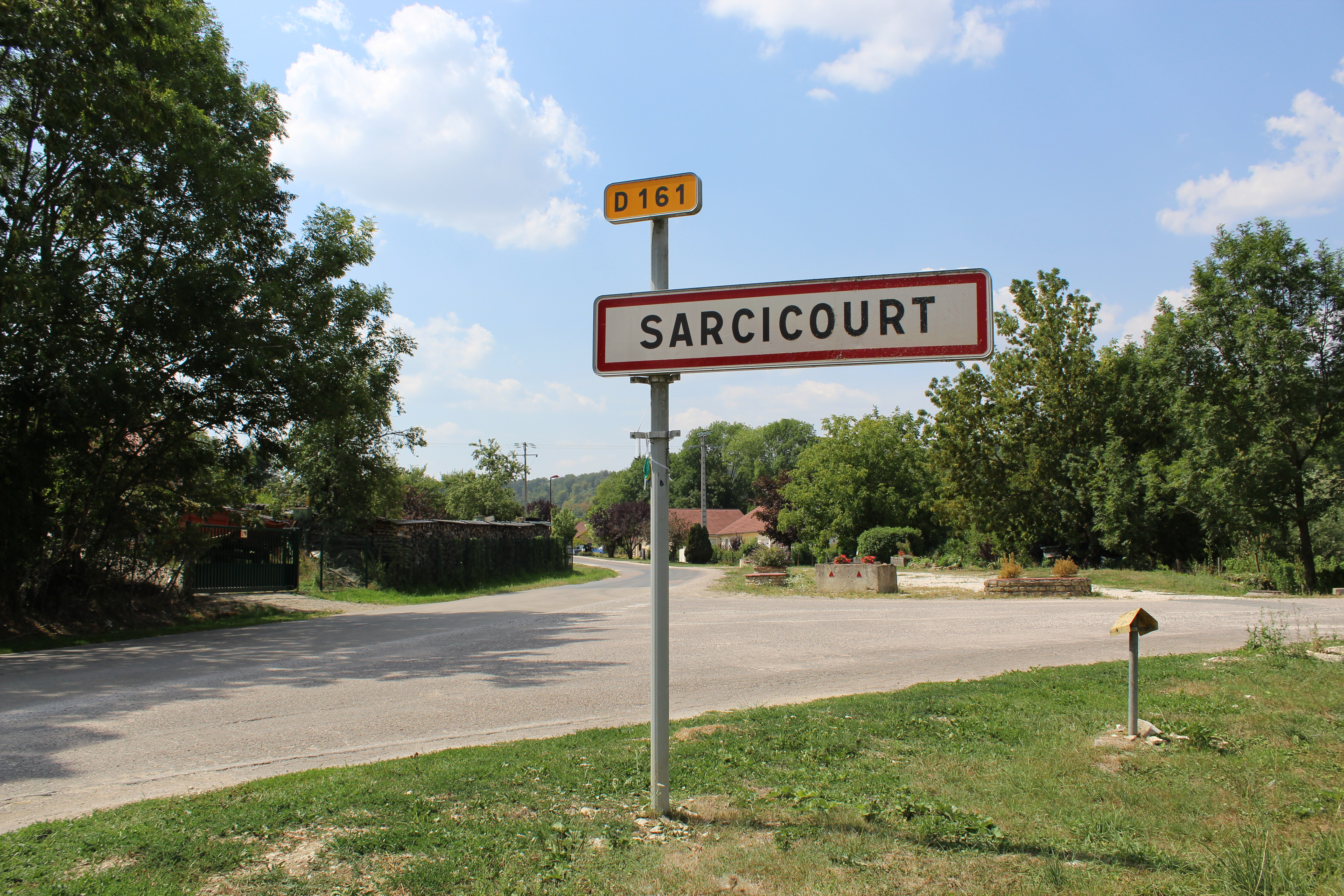
L'entrée par la route D161.

### Écarts et lieux-dits
Au milieu du XIXe siècle, les écarts de cette commune sont la ferme de Roseval, la ferme du Preux et le Moulin-Patouillet.

### Hydrographie
Le ruisseau des Battants prend sa source au nord du village.

## Toponymie
Le nom de la localité est attesté sous les noms de Sarcecurtis en 1084, Sarcecort en 1257, Sarcecourt en 1394, Sarcicourt  en 1405, Saissecourt en 1656, Sarcicour en 1713 et Sarcicourt en 1792.
Le nom de la localisation avec un suffixe en -court est caractéristique du haut Moyen Âge et du nord de la France. Le mot court avait autrefois le sens de « cour de ferme, ferme, domaine rural ». Les domaines ruraux s'appelait curtis.
Le préfixe est le nom de Sarcius, d'où le sens global de « domaine rural de Sarcius ».
En 1209, un Nicolas de Sarcicourt est mentionné dans un acte de l'Abbaye de Clairvaux.

## Histoire
Le village est mentionné en 1084.
En 1789, ce village fait partie de la province de Champagne dans le bailliage et la prévôté de Chaumont.
Le 1er janvier 1973, la commune de Sarcicourt est rattachée avec Laharmand à celle de Jonchery sous le régime de la fusion-association.

## Politique et administration
| Période                                  | Période | Identité         | Étiquette | Qualité |
| ---------------------------------------- | ------- | ---------------- | --------- | ------- |
| 1793                                     | An III  | Joseph LERAT     |           |         |
| An IV                                    | An V    | Jean DELABORDE   |           |         |
| An V                                     | An VIII | François MAILLOT |           |         |
| An IV                                    | An VIII | Simon JEUNESSE   |           |         |
| Les données manquantes sont à compléter. |         |                  |           |         |

| Période                                  | Période | Identité                | Étiquette | Qualité                                                           |
| ---------------------------------------- | ------- | ----------------------- | --------- | ----------------------------------------------------------------- |
| An VIII                                  | 1813    | Simon JEUNESSE          |           |                                                                   |
| 1813                                     | 1835    | Simon MAILLOT           |           |                                                                   |
| 1835                                     | 1837    | Luc MICHEL              |           | Cultivateur                                                       |
| 1837                                     | 1840    | Nicolas THIVET          |           |                                                                   |
| 1840                                     | 1843    | François BOUDARD        |           | Cultivateur                                                       |
| 1843                                     | 1848    | Jean GAUCHER            |           |                                                                   |
| 1848                                     | 1870    | Jean Baptiste GUICHENOT |           |                                                                   |
| 1870                                     | 1870    | Pierre MAILLOT          |           |                                                                   |
| 1871                                     | 1876    | François RICHOUX        |           |                                                                   |
| 1877                                     | 1879    | Nicolas LEBEL           |           | Capitaine Adjudant Major au 52e Régiment territorial d'Infanterie |
| 1879                                     | 1880    | Adolphe DELABORDE       |           |                                                                   |
| 1881                                     | 1887    | Nicolas LEBEL           |           | Capitaine Adjudant Major au 52e Régiment territorial d'Infanterie |
| 1888                                     | 1896    | Jean Cyrille PIOT       |           |                                                                   |
| 1897                                     | 1900    | Nicolas BOUDARD         |           |                                                                   |
| 1900                                     | 1903    | Emile GUICHENOT         |           |                                                                   |
| 1904                                     | 1913    | Léon LESSERTEUR         |           | Cultivateur                                                       |
| 1913                                     | 1929    | Raymond DELABORDE       |           | Cultivateur                                                       |
| 1929                                     | 1932    | Célestin CARBONNEAUX    |           | Cultivateur                                                       |
| 1932                                     | 1935    | Léon MAILLOT            |           | Cultivateur                                                       |
| 1935                                     | 1945    | Gaston HOLLANDRE        |           | Marechal-Charron                                                  |
| 1945                                     | 1965    | Maxime CORNEUX          |           | Cultivateur                                                       |
| 1965                                     | 1973    | Jean DELABORDE          |           | Cultivateur                                                       |
| Les données manquantes sont à compléter. |         |                         |           |                                                                   |

| Période                                  | Période | Identité          | Étiquette | Qualité     |
| ---------------------------------------- | ------- | ----------------- | --------- | ----------- |
| 1973                                     | 1977    | Jean DELABORDE    |           | Cultivateur |
| 1977                                     | 1983    | Alphonse GAUCHER  |           | Filatrier   |
| 1983                                     | 1995    | Robert FLAMERION  |           | Cultivateur |
| 1995                                     |         | Marie-Ange LACOTE |           |             |
| Les données manquantes sont à compléter. |         |                   |           |             |

## Démographie
| 1726 | 1735    | 1793 | 1800 | 1804 | 1806 | 1821 | 1831 | 1833 |
| ---- | ------- | ---- | ---- | ---- | ---- | ---- | ---- | ---- |
| 218  | 58 feux | 267  | 266  | 301  | 309  | 295  | 342  | 345  |

| 1836 | 1841 | 1846 | 1851 | 1856 | 1861 | 1866 | 1872 | 1876 |
| ---- | ---- | ---- | ---- | ---- | ---- | ---- | ---- | ---- |
| 345  | 348  | 368  | 375  | 315  | 328  | 304  | 287  | 301  |

| 1881 | 1886 | 1891 | 1896 | 1901 | 1906 | 1911 | 1921 | 1926 |
| ---- | ---- | ---- | ---- | ---- | ---- | ---- | ---- | ---- |
| 278  | 267  | 246  | 238  | 222  | 232  | 217  | 137  | 144  |

| 1931 | 1936 | 1946 | 1954 | 1962 | 1968 | 1982 | 1990 | 1999 |
| ---- | ---- | ---- | ---- | ---- | ---- | ---- | ---- | ---- |
| 156  | 151  | 146  | 143  | 131  | 117  | 171  | 164  | 157  |

| 2006 | 2007 | 2008 | 2009 | 2010 | 2011 | 2012 | 2013 | 2014 |
| ---- | ---- | ---- | ---- | ---- | ---- | ---- | ---- | ---- |
| 153  | 157  | 160  | 164  | 169  | 175  | 176  | 176  | 177  |

| 2015 | 2016 | 2017 | 2018 | 2020 | 2021 | 2022 | - | - |
| ---- | ---- | ---- | ---- | ---- | ---- | ---- | - | - |
| 177  | 186  | 185  | 183  | 182  | 181  | 158  | - | - |

## Lieux et monuments
- Église Saint-Martin

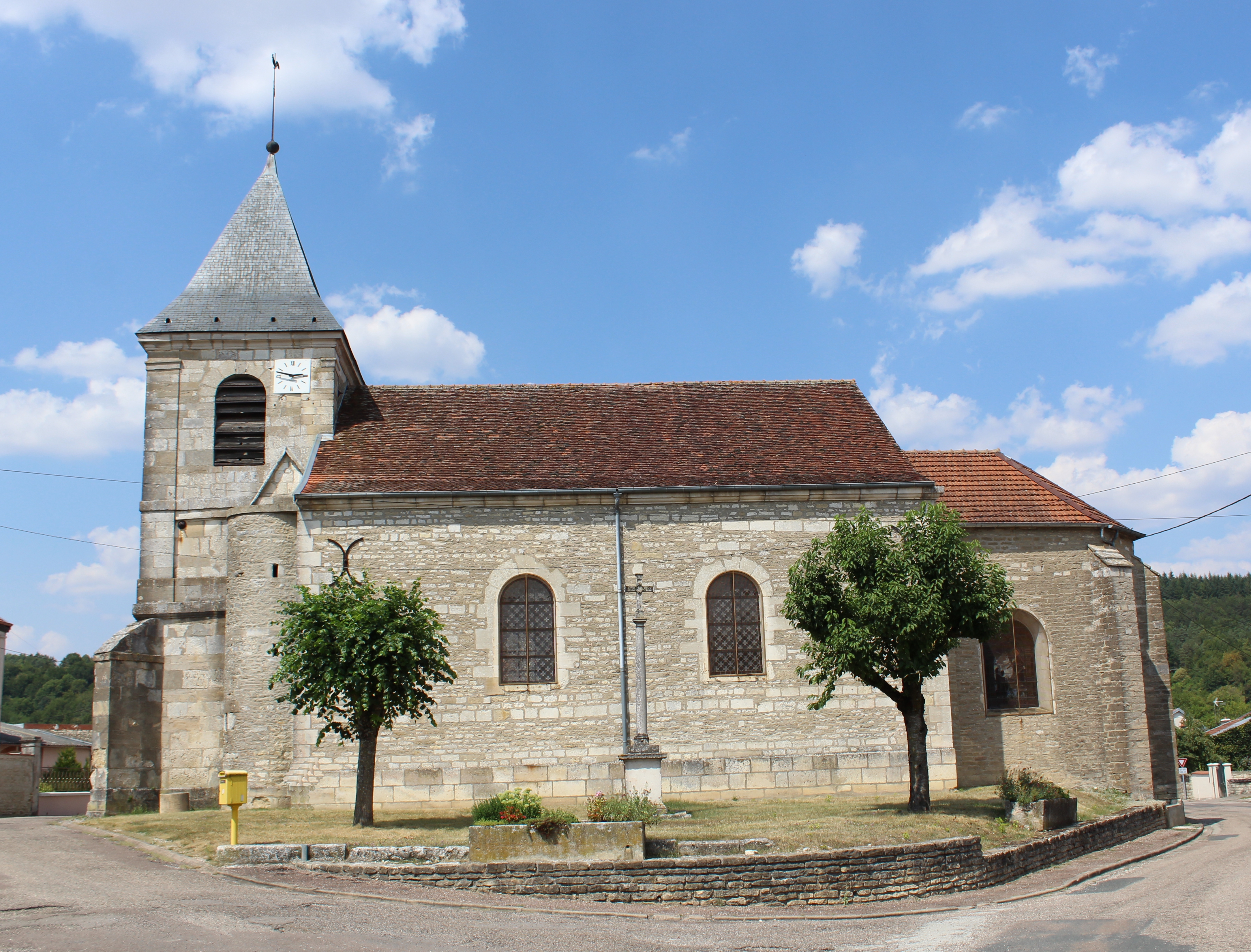
L'église Saint-Martin

L’église Saint-Martin est de plan allongé et comporte une nef plafonnée à vaisseau unique précédée d'un clocher-porche (couvert d'ardoises). Son chœur est la partie la plus ancienne de l'église, en effet il date de la seconde moitié du XIIème siècle ou de la première moitié du XIIIème siècle. Il est composé d'une travée, à chevet à trois pans, voûtée d'ogives. La voûte du chœur a été refaite en 1841 (date inscrite sur la clef). En ce qui concerne la nef, en 1779, l'évêque de Langres,  César-Guillaume de la Luzerne, interdit le service dans la nef tant que des travaux n'auront pas été effectués au collatéral nord qui menace ruine. La nef a donc été reconstruite après cette date et un clocher-porche lui a été accolé au 19e siècle. Le clocher est composé de trois cloches. La sacristie présente sur la façade Nord est un vestige des anciens bas-côtés avant leur destruction.
- Monument aux morts

Le monument aux morts de Sarcicourt a été réalisé par le sculpteur chaumontais Armand Louis NICOLOT. Commandé par la commune pour rendre hommage aux habitants de Sarcicourt morts lors de la Première Guerre mondiale (1914-1918), il est inauguré le 5 mars 1922 à 15 heures lors d'une cérémonie officielle en présence du Maire de la commune Raymond DELABORDE, du député de la Haute-Marne Joseph COURTIER, du conseiller général Georges LÉVY-ALPHANDÉRY et du conseiller d'arrondissement Monsieur Aubry. 
Le monument honore également les morts de la Guerre d'Algérie (1954-1962).
- Calvaire de l'église

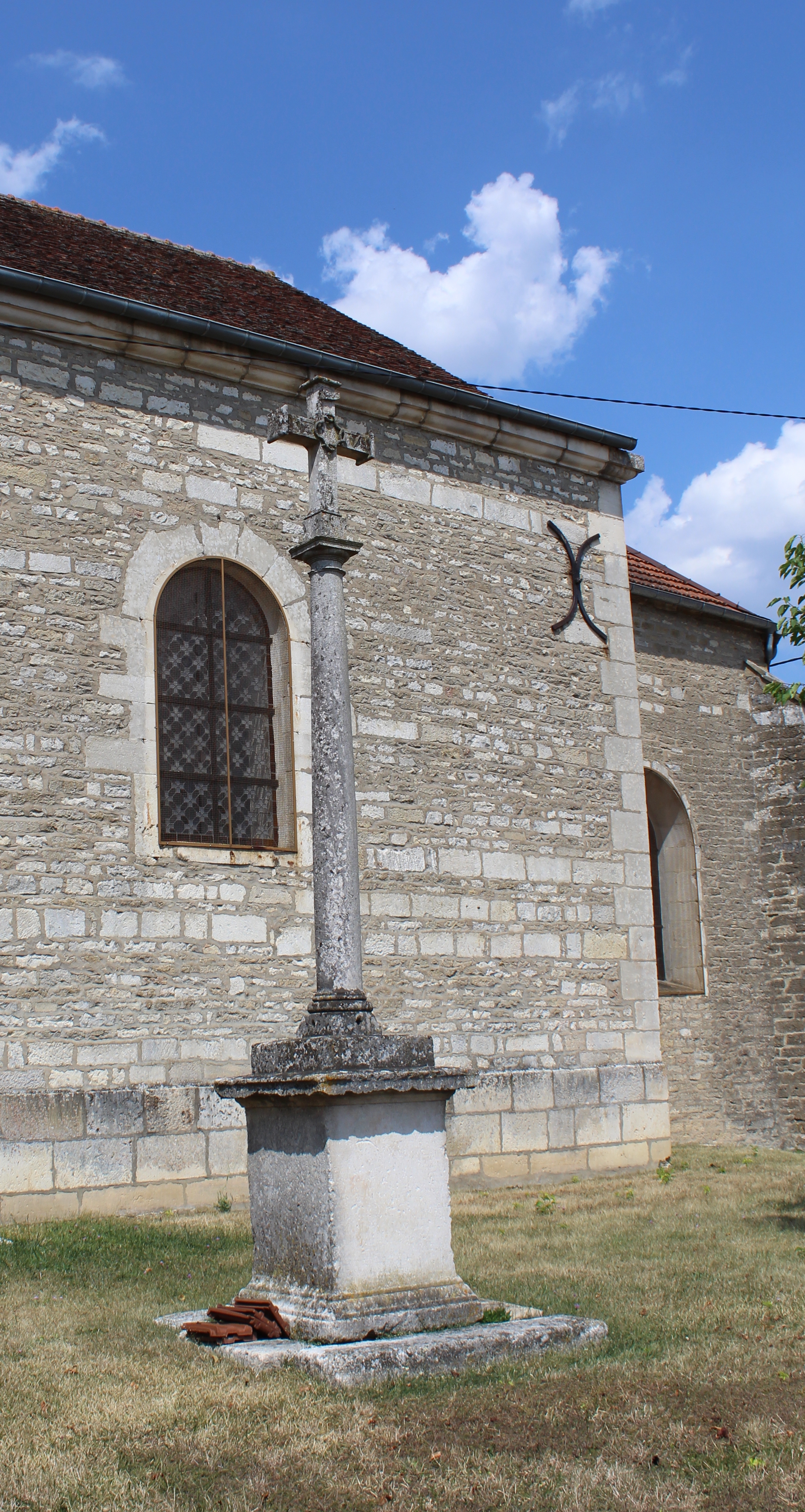
Calvaire de l'église.

- Lavoir bâti en 1841 et déplacé en 1983